# Tapinoma minutum
Tapinoma minutum este o specie de furnică din genul Tapinoma Descrisă de Gustav Mayr în 1862, specia este endemică în Australia și în țările din jur.